# HD 1185
HD 1185，又名BD+42 41，SAO 36221、HR 56，是一颗恒星，视星等为6.15，位于銀經116.23，銀緯-18.82，其B1900.0坐标为赤經0h 11m 6.2s，赤緯+43° -18.82′ 24″。